# Ionactis
Ionactis é um género botânico pertencente à família Asteraceae.